# 道人県
道人県（どうじん-けん）は中華人民共和国山西省にかつて存在した県。現在の大同市陽高県南東部に相当する。
前漢により設置され、後漢により廃止された。